# Canton d'Yerres
Le canton d'Yerres est une circonscription électorale française française située dans le département de l'Essonne et la région Île-de-France.
À la suite du redécoupage cantonal de 2014, les limites territoriales du canton sont remaniées. Le nombre de communes du canton passe de 2 à 1 plus une fraction de Brunoy.

## Géographie
| Type d'occupation           | Pourcentage | Superficie (en hectares) |
| --------------------------- | ----------- | ------------------------ |
| Espace urbain construit     | 54,8 %      | 681,34                   |
| Espace urbain non construit | 13,0 %      | 161,13                   |
| Espace rural                | 32,3 %      | 401,54                   |
| Source : Iaurif             |             |                          |

Ce canton d'Yerres est organisé autour de la commune d'Yerres dans l'arrondissement d'Évry. Son altitude varie entre trente mètres à Crosne et cent seize mètres à Yerres, pour une altitude moyenne de soixante-dix mètres.

## Historique
Le canton d'Yerres a été créé par le décret ministériel no 75-1116 du 25 novembre 1975 avec la commune de Crosne séparée du canton de Montgeron et la commune d'Yerres séparée du canton de Brunoy.

## Représentation

### Représentation avant 2015
| Période | Période | Identité          | Étiquette    | Qualité |
| ------- | ------- | ----------------- | ------------ | --- |
| 1976    | 1994    | Albert Galhaut    | PS puis DVG  | Economiste, Yerres |
| 1994    | 2001    | Michel Berson     | PS           | Cadre de banque Député de l'Essonne (1981 → 1997) Maire de Crosne (1977 → 1998) Président du conseil général de l'Essonne (1997 → 2011) Conseiller général d'Évry-Nord (2001 → 2014) |
| 2001    | 2008    | François Durovray | UMP          | Cadre territorial Conseiller départemental de Vigneux-sur-Seine (2015 → ) Président du conseil départemental de l'Essonne (2015 → )                                                  |
| 2008    | 2015    | Nicole Lamoth     | DVD puis DLR | Cadre retraitée Première adjointe au maire d'Yerres |

#### Résultats électoraux
Élections cantonales, résultats des deuxièmes tours :
- Élections cantonales de 1994 : 58,68 % pour Michel Berson (PS), 41,32 % pour Nicole Lamoth (RPR), 52,33 % de participation[5].
- Élections cantonales de 2001 : 51,56 % pour François Durovray (RPR) élu au premier tour, 21,64 % pour Marylène Laug (PS), 62,75 % de participation[6].
- Élections cantonales de 2008 : 56,37 % pour Nicole Lamoth (DVD) élue au premier tour, 21,78 % pour Véronique Hache-Aguilar (PS), 61,42 % de participation[7].

### Représentation depuis 2015
| Période élective | Période élective | Mandat | Mandat   | Identité        | Nuance | Nuance | Qualité                                                                          |
| ---------------- | ---------------- | ------ | -------- | --------------- | ------ | ------ | -------------------------------------------------------------------------------- |
| 2015             | 2021             | 2015   | 2021     | Olivier Clodong |        | DVD    | Essayiste, enseignant Maire d'Yerres depuis 2017                                 |
| 2015             | 2021             | 2015   | 2021     | Martine Sureau  |        | DLF    | Conseillère municipale (jusqu'en 2020) (et ancienne adjointe au maire) de Brunoy |
| 2021             | 2028             | 2021   | en cours | Olivier Clodong |        | DVD    | Conseiller départemental délégué à l’habitat et à la rénovation urbaine          |
| 2021             | 2028             | 2021   | en cours | Martine Sureau  |        | DVD    |                                                                                  |

### Résultats détaillés

#### Élections de mars 2015
À l'issue du 1er tour des élections départementales de 2015, deux binômes sont en ballottage : Olivier Clodong et Martine Sureau (DLF, 44,87 %) et Elodie Jauneau et Kile Olivier Yenge (Union de la Gauche, 22,32 %). Le taux de participation est de 47,89 % (15 938 votants sur 33 277 inscrits) contre 47,42 % au niveau départemental et 50,17 % au niveau national.
Au second tour, Olivier Clodong et Martine Sureau (DLF) sont élus avec 68,99 % des suffrages exprimés et un taux de participation de 44,85 % (9 797 voix pour 14 926 votants et 33 277 inscrits).
Olivier Clodong a quitté DLF. Il est membre du groupe "Citoyens pour l'Essonne" (majorité).
Martine Sureau est également membre du groupe "Citoyens pour l'Essonne".

#### Élections de juin 2021
Le premier tour des élections départementales de 2021 est marqué par un très faible taux de participation (33,26 % au niveau national). Dans le canton d'Yerres, ce taux de participation est de 29,95 % (9 836 votants sur 32 841 inscrits) contre 30,18 % au niveau départemental. À l'issue de ce premier tour, deux binômes sont en ballottage : Olivier Clodong et Martine Sureau (DVD, 59,9 %) et Émilie Godart et Karim Sellami (binôme écologiste, 29,53 %).
Le second tour des élections est marqué une nouvelle fois par une abstention massive équivalente au premier tour. Les taux de participation sont de 34,36 % au niveau national, 32,47 % dans le département et 32,98 % dans le canton d'Yerres. Olivier Clodong et Martine Sureau (DVD) sont élus avec 69,65 % des suffrages exprimés (7 292 voix pour 10 832 votants et 32 846 inscrits),,. 

## Composition

### Composition avant 2015

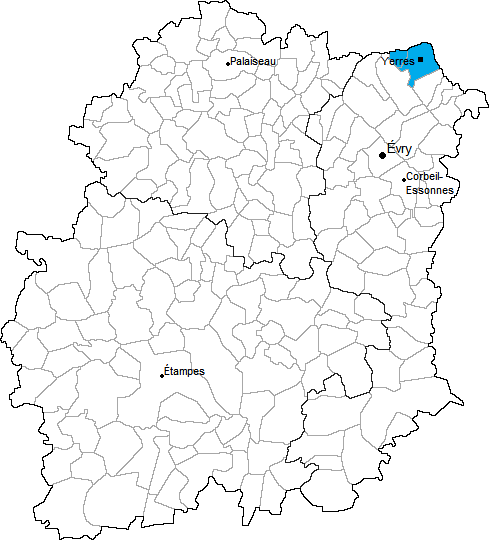
Situation du canton d'Yerres dans le département de l'Essonne avant 2015

Le canton d'Yerres comptait deux communes.
| Nom                | Code Insee | Codepostal | Superficie (km2) | Population (dernière pop. légale) | Densité (hab./km2) |
| ------------------ | ---------- | ---------- | ---------------- | --------------------------------- | ------------------ |
| Yerres (chef-lieu) | 91691      | 91330      | 9,84             | 28 784 (2012)                     | 2 925              |
| Crosne             | 91191      | 91560      | 2,48             | 9 191 (2012)                      | 3 706              |

#### Composition depuis 2015
Le canton d'Yerres comprend désormais une commune entière et une fraction de Brunoy.
| Nom                            | Code Insee | Intercommunalité             | Superficie (km2) | Population (dernière pop. légale)                | Densité (hab./km2) | Modifier                                    |
| ------------------------------ | ---------- | ---------------------------- | ---------------- | ------------------------------------------------ | ------------------ | ------------------------------------------- |
| Yerres (bureau centralisateur) | 91691      | CA Val d'Yerres Val de Seine | 9,84             | 28 349 (2022)                                    | 2 881              | modifier les données · modifier les données |
| Brunoy                         | 91114      | CA Val d'Yerres Val de Seine | 6,62             | Fraction : 19 905 (2022) Commune : 25 792 (2022) | 3 896              | modifier les données · modifier les données |
| Canton d'Yerres                | 9121       |                              |                  | 48 254 (2022)                                    |                    | modifier les données                        |

La fraction de la commune de Brunoy comprise dans le canton d'Yerres est la partie située à l'est d'une ligne définie par l'axe des voies et limites suivantes : depuis la limite territoriale de la commune d'Yerres, rue de Montgeron, avenue du Général-Leclerc (route départementale 54), rue Dupont-Chaumont, rue de Quincy, jusqu'à la limite territoriale de la commune d'Épinay-sous-Sénart.

## Démographie

### Démographie avant 2015

#### Évolution démographique
| 1975   | 1982   | 1990   | 1999   | 2006   | 2011   | 2012   |
| ------ | ------ | ------ | ------ | ------ | ------ | ------ |
| 29 230 | 33 027 | 35 102 | 35 609 | 37 606 | 38 123 | 37 975 |

#### Pyramide des âges
| Hommes | Classe d’âge | Femmes |
| ------ | ------------ | ------ |
| 0,3    | 90 ans ou +  | 0,9    |
| 4,7    | 75 à 89 ans  | 7,0    |
| 13,2   | 60 à 74 ans  | 13,2   |
| 20,1   | 45 à 59 ans  | 20,0   |
| 22,1   | 30 à 44 ans  | 22,4   |
| 18,6   | 15 à 29 ans  | 17,8   |
| 21,0   | 0 à 14 ans   | 18,8   |

| Hommes | Classe d’âge | Femmes |
| ------ | ------------ | ------ |
| 0,3    | 90 ans ou +  | 0,8    |
| 4,4    | 75 à 89 ans  | 6,7    |
| 11,3   | 60 à 74 ans  | 11,9   |
| 19,9   | 45 à 59 ans  | 20,0   |
| 21,9   | 30 à 44 ans  | 21,4   |
| 20,6   | 15 à 29 ans  | 19,2   |
| 21,7   | 0 à 14 ans   | 20,0   |

### Démographie depuis 2015
En 2022, le canton comptait 48 254 habitants, en évolution de −1,83 % par rapport à 2016 (Essonne : +2,89 %, France hors Mayotte : +2,11 %).
| 2013   | 2018   | 2022   |
| ------ | ------ | ------ |
| 49 013 | 49 067 | 48 254 |

## Économie

### Emplois, revenus et niveau de vie
| Répartition des emplois par catégories socioprofessionnelles en 2006. |              |                                           |                                                   |                            |                          |                           |
|                                                                       | Agriculteurs | Artisans, commerçants, chefs d'entreprise | Cadres et professions intellectuelles supérieures | Professions intermédiaires | Employés                 | Ouvriers                  |
| Canton d'Yerres                                                       | 0,1 %        | 8,0 %                                     | 13,9 %                                            | 29,4 %                     | 31,3 %                   | 17,3 %                    |
| Département de l'Essonne                                              | 0,2 %        | 4,5 %                                     | 22,1 %                                            | 27,7 %                     | 27,6 %                   | 17,9 %                    |
| Moyenne nationale                                                     | 2,2 %        | 6,0 %                                     | 15,4 %                                            | 24,6 %                     | 28,7 %                   | 23,2 %                    |
| Répartition des emplois par secteurs d'activités en 2006.             |              |                                           |                                                   |                            |                          |                           |
|                                                                       | Agriculture  | Industrie                                 | Construction                                      | Commerce                   | Services aux entreprises | Services aux particuliers |
| Canton d'Yerres                                                       | 0,1 %        | 8,4 %                                     | 10,1 %                                            | 10,7 %                     | 9,9 %                    | 8,7 %                     |
| Département de l'Essonne                                              | 0,8 %        | 11,5 %                                    | 6,1 %                                             | 15,4 %                     | 18,8 %                   | 6,4 %                     |
| Moyenne nationale                                                     | 3,5 %        | 15,2 %                                    | 6,4 %                                             | 13,3 %                     | 13,3 %                   | 7,6 %                     |
| Sources : Insee,                                                      |              |                                           |                                                   |                            |                          |                           |